# Агеева, Александра Александровна
Алекса́ндра Алекса́ндровна Аге́ева (род. 26 марта 1986, Свердловск) — российская оппозиционная журналистка, основательница издания Sota.Vision. 11 февраля 2022 года была признана иностранным агентом.

## Профессиональная деятельность

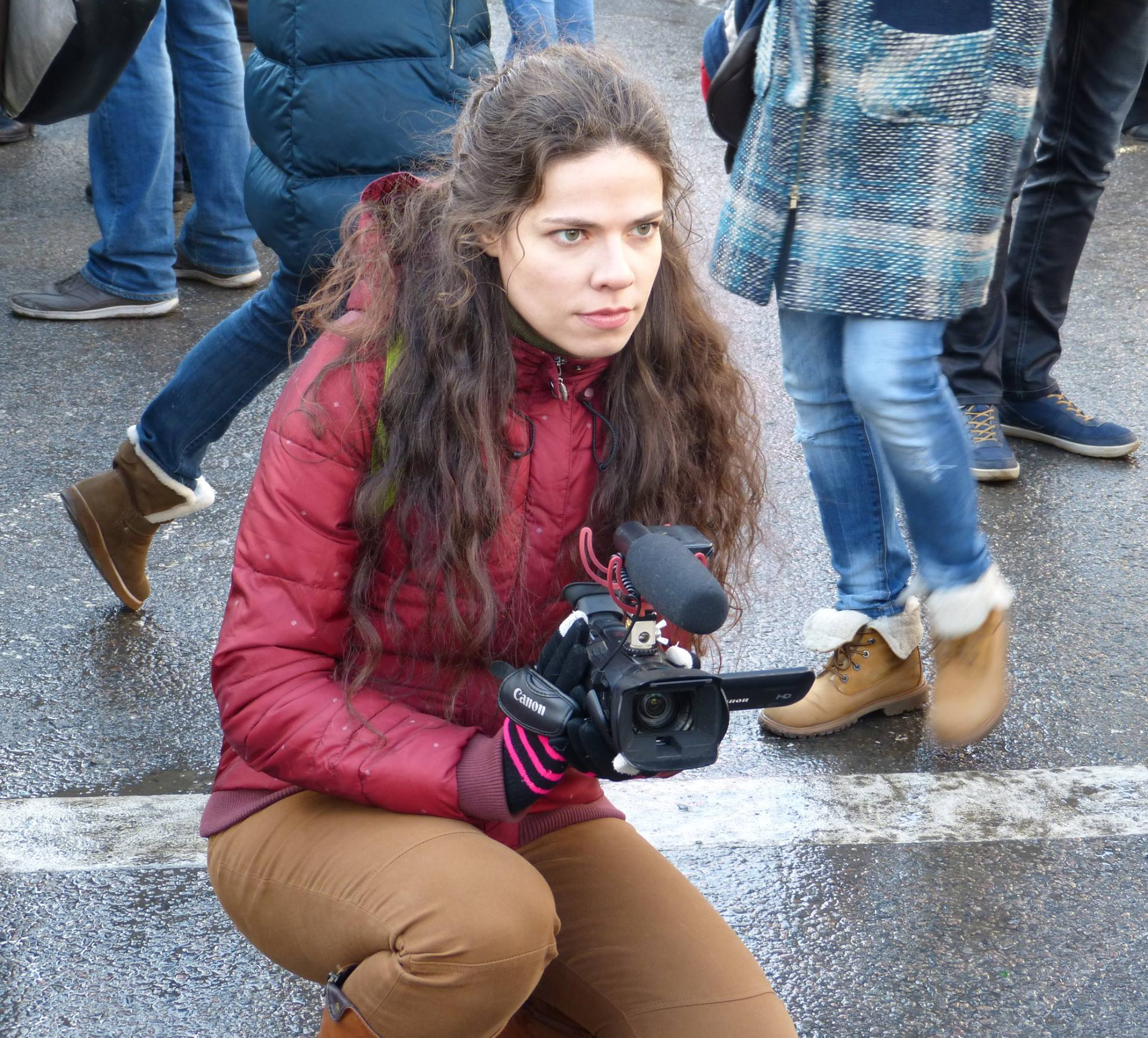
Александра Агеева на марше памяти Бориса Немцова в феврале 2018 года

В 2012 году Александра переехала в Москву, где намеревалась продолжить обучение музыке. Однако быстро оказалась вовлечена в водоворот событий, связанных с протестным движением, которое резко активизировалось в столице и других городах России в тот период. Агеева начала снимать протестные акции на собственную камеру. Самостоятельно освоила навыки монтажа. Затем прошла курс обучения в негосударственной «Высшей национальной школе телевидения и радио» по специальности режиссёр монтажа.
Первые опыты фото- и видеосъёмки связаны с общественным движения «В защиту Хопра». Активисты и экологи выступали против сооружения Уральской горно-металлургической компанией никеледобывающего производства в Воронежской области. Александра вела съёмки митингов в Воронеже, Москве и Борисоглебске. В Москве снимала митинги во время выступлений по так называемому «Болотному делу».
В 2014 году Агеева начала работу в издании Грани.ру. Впервые была задержана полицией во время работы по освещению акции в поддержку Надежды Савченко. Снимала акции и пикеты движения «Солидарность» против войны в Украине. Снимала ставший знаменитым перформанс активистки Екатерины Мальдон. Подготовила документальный фильм об участниках Евромайдана.
Освещала в СМИ мероприятия, связанные с подготовкой к маршу «Весна» в 2015 году. Снимала Бориса Немцова. Вела съёмку предвыборной кампании Ильи Яшина в Костроме.
31 декабря 2015 зарегистрировала собственное издание Sota.Vision (сокращённо Sota). Продолжила журналистскую и редакторскую деятельность уже как собственник СМИ. Занималась производством видеоматериалов и репортажей, многие из которых широко распространились в электронных СМИ и социальных сетях.
Александра принимала активное участие в работе над документальным фильмом «Немцов» (её имя указано в титрах).
Агеева освещала ход процесса по делу Ильдара Дадина. Была задержана полицией во время подготовки репортажа у здания Конституционного суда в Санкт-Петербурге.
Репортаж Агеевой о московской акции в поддержку протестов в Хабаровском крае собрал более 1,7 млн просмотров. Вела репортажи во время экологических протестов в Шиесе в Архангельской области.
В январе 2023 года на «Первом канале» вышел подробный сюжет, в котором обвиняли и Александру Агееву, и созданный ею ресурс Sota.visiоn в распространении так называемых фейков. Примечательно, что выпуск программы был отмечен как февральский.
11 февраля 2022 года Агеева была включена в список СМИ — «иностранных агентов». В списке Александра фигурирует под фамилией взятой после замужества — Айнбиндер.
В марте 2022 года уехала из России. Проживает в Латвии, в Риге.